# 4005 Dyagilev
4005 Dyagilev је астероид главног астероидног појаса чија средња удаљеност од Сунца износи 2,450 астрономских јединица (АЈ).
Апсолутна магнитуда астероида је 12,7.